# Castelo de Golube

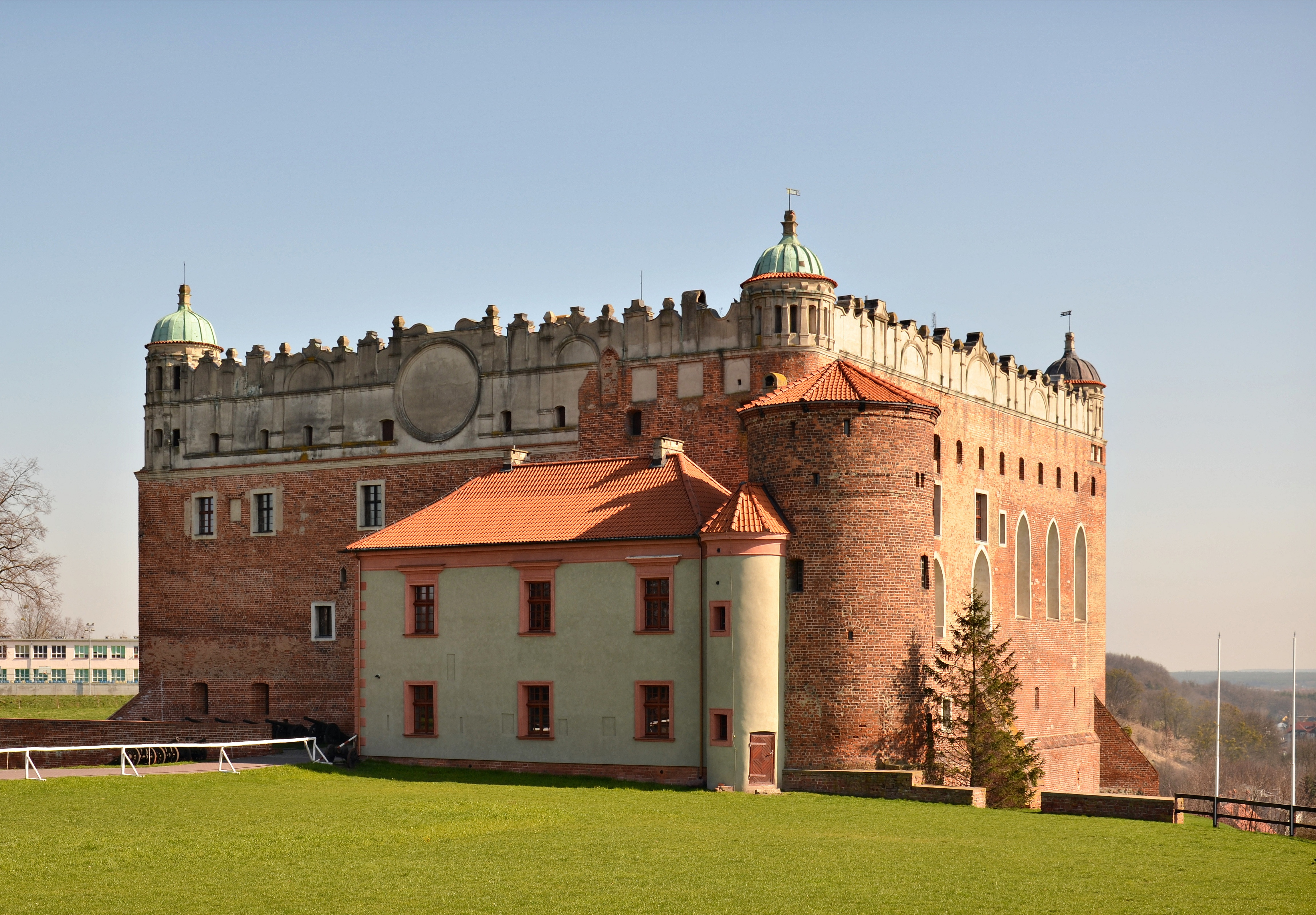
Castelo de Golube

Castelo de Golube – castelo teutônico conventual no plano do quadrado da virada do século XIII e XIV, elevado na colina que domina a cidade, hoje nos limites da cidade Golub-Dobrzyń, preservado no estilo gótico-renascimento.

## História
Em 1258, a vila de Golube foi concedida ao bispo de Włocławek, Wolimir. Até ao fim do século XIII ficou aqui vila de madeira que guardava uma travessia por Drwęca. Vila, em 1293, por intercambio entre o bispado de Włocławek e a Ordem ficou nos limites do estado monástico.   

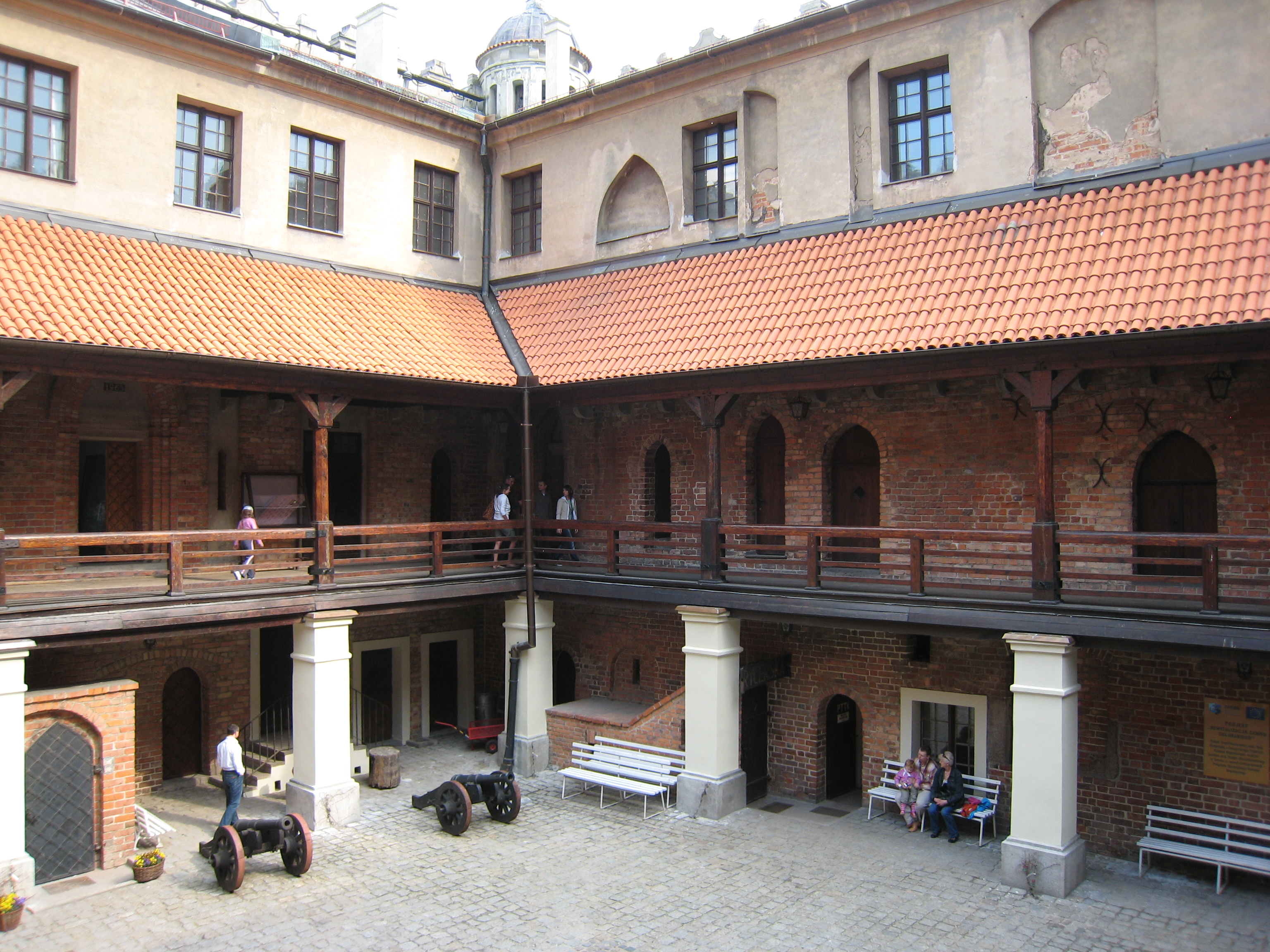
Pátio e os claustros

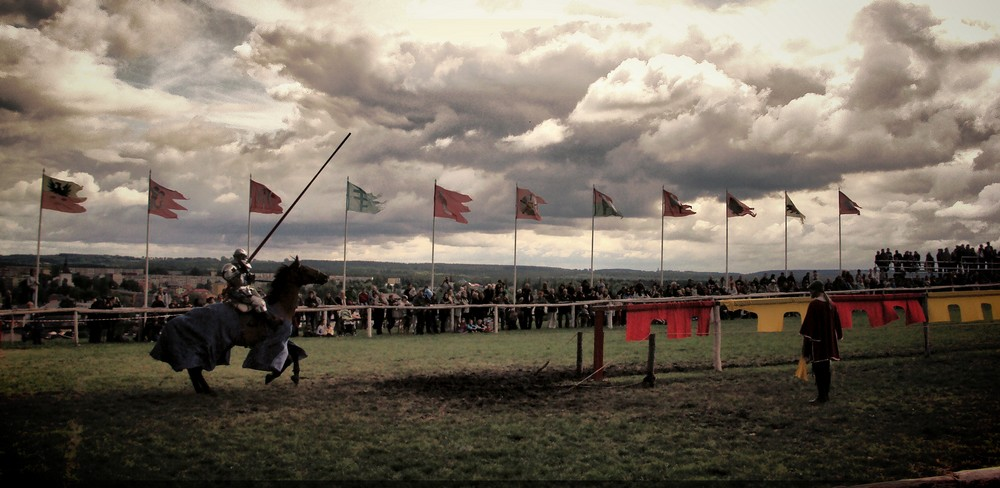
Torneio medieval no castelo de Golub

O castelo de alvenaria começou a ser construído entre os anos de 1304 e 1306, da iniciativa do mestre nacional prussiano, Konrad Sack. Na primeira etapa foi erigida uma cortina de pedra no estilo eslávico que rodeava toda construção. A primeira etapa foi acabada abaixo do nível dum alpendre futuro, temporariamente coroando pelas ameias. Na seguinte etapa, foi adicionada a parte do Sul (principal) na qual ficava a capela da Santa Cruz com um portal e refeitório (antigamente achado incorrectamente por capitular). Na etapa seguinte, começaram a erigir a parte Ocidente, na esquina noroeste, uma torre principal no plano de quadrado, mas durante as obras desistindo da construção dela. Seguidamente foi erigida a parte do Oriente e Norte que se diferencia dos anteriores por uma estilística e altitude (anteriores foram mais baixas). Entre 1329 e 1333, Władysław Łokietek tentou conquistar o castelo três vezes (sem efeito). À capela aderiram duas celas penitenciárias como também refeitório e enfermaria. Comandante da Ordem ocupava a parte Ocidental, os dormitórios de uns frades ficavam na parte Oriental. Porões e câmaras no rés-do-chão tinham funções econômicos e de armazém, nos áticos ficavam armazéns de celeiro. Do lado Norte, ao parede do castelo foi adicionada uma torre albarrã suportada pela arcada, acessível dum corredor de claustro. Em vez da torre principal na esquina da qual construção foi desistida, os construtores emergiram o cubelo de torre cilíndrico que foi adaptado ao uso da arma do fogo. Brevemente, o sistema de protecção foi adaptado ademais ao condução da protecção por arma de fogo, por tanto foi construído o segundo cubelo de torre cilíndrico no território diante do castelo (atualmente o segundo cubelo não existe). Na metade do século XIV, no Oriente do castelo, uma ala exterior com torres e cubelos, onde ficavam uns estábulos, celeiros e eiras. Nos anos 1409-11 acumulou-se uma parte de tropas de monástico que tomaram parte na batalha de Grunwald. O Comandante desse castelo, Nicolaus Roder, foi um dos duzentos que morreram durante a batalha. Em 1410 o castelo foi ocupado pela cavalaria polaca e transferido a administrar pelo rei Władysław Jagiełło ao cavaleiro Niemsca de Szczytnik. Mas brevemente foi conquistado pela Ordem dos Cavaleiros da Espada que suportavam os Teutônicos. Isto acabou-se com a contração das tropas polacas no Outono de 1410. Sob o mando do principal de Bydgoszcz Dobiesław Puchała da brasao Wieniawa, as tropas venceram maiores forças armadas da Ordem na batalha sob o castelo. Depois da assinatura do Primeiro Paz de Toruń em 1411 o castelo voltou aos Teutônicos. Quando a Ordem recuperou o castelo, aprisionaram 2 polacos que fugiram finalmente, sabemos tudo isso da carta do Comandante de Toruń de 1423.
Durante da Guerra de Golub em 1422 as forças armadas polacas conquistaram a cidade depois do bombardeio artilheiro de 14 canhões que se começou no dia 20 de Agosto, seguidamente no dia 26 de Agosto as tropas conquistaram o castelo; durante do ataque foi matado o Comandante. Em consequência do bombardeio artilheiro de tropas de Jagiełło, o castelo foi seriamente estragado mas nos anos 1433-1449 foi reconstruído.      
Depois do começo da Guerra dos Treze Anos em 1454, o castelo foi dominado pelas forças da União Prussiana que atuavam em concordância com a Polônia. 10 anos depois, no Setembro de 1455, o rei Kazimierz Jagiellończyk arrendou-o a Grot de Ostrów e foi preenchido pelas forças de mercenário tcheco Wilhelm Jenik de Mieczykowej que recebeu o poder em Golub do rei. Em 1456 Ulryk Czerwonka (Oldrzych Czerwonka) recebeu o castelo do rei em vez de merecimento. No dia 19 de Setembro de 1460 o castelo foi sitiado pelas forças mercenárias teutônicas sob o comando de Bernard Szumbrowski mas o pessoal polaco do castelo, mandado por Andrzej Puszkarz, refutava os ataques. Os Teutônicos ocupavam a cidade Golub por 2 anos mas não foram capazes de conquistar o castelo. Depois da libertação de prisão tcheca, a cidade foi reconquistada por Czerwonka no Outubro de 1462. Depois do fim da guerra, na base do Segundo Paz em Toruń de 1466 a cidade foi incluída ao Reino Polaco, destinando-a para a sede do principal quem ficou Ulryk Czerwonka. Em 1511 da ordem de Sigismundo, o Velho, o castelo foi renovado.  
Nos anos 1616-1623 foi reformado da ordem da irmã do rei Sigismundo III Vasa, princesa Anna de Vasa, que tornou-se principal de Golub. Neste tempo foram adicionados áticos de renascimento tardio, um edifício da guarda, foi mudada uma forma de janelas com também foram adicionadas torrezinhas nas esquinas. Aqui, pela primeira vez na Polônia, foi cultivado o tabaco da Turquia. Em 1623 em Golub ficava o rei Sigismundo III Vasa. O castelo foi destruído em 1655 durante as guerras suecas. No início do século XVIII os interiores foram renovados. Durante as Guerras Napoleônicas no castelo ficava aqui leprosaria. Danificado em 1842 e 1867 quando o vento tufão parcialmente ruiu áticos.
Em 1920 as autoridades polacas arranjaram no castelo o museu. Em 1937 foi renovado o tecto e algumas câmaras.
Depois da Guerra primeiras obras preservativas foram conduzidas entre os anos de 1947 até 1953. Reconstruído e renovado nos anos 1959–1966 como também durante seguintes obras adaptativas depois de 2006.
Em 1977, no território do castelo ocorreu uma das primeiras reconstruções históricas na Polônia - encenando-se ali um torneio medieval. Atualmente, fica ali o museu, hotel e restauração.

## Lenda
Segundo algumas lendas, durante as guerras polaco-suecas, o castelo de Golub possui uma passagem segredo subterrânea que conduziu do Drwęca ao castelo em Radziki Duże. Quando os Suecos ocuparam Golub, os habitantes da cidade fugiram por este passo. Uma pedra enorme que caiu ao corrente do rio e quebrou abóbada do túnel, cortou a via para os invasores. Até hoje podemos admirar esta pedra na corrente do Drwęca.   